# Verre de chalcogénure
Les verres de chalcogénure sont une famille de verres essentiellement utilisés en optique active et passive. Ils sont composés d'éléments dits chalcogènes, le tellure, le soufre ou le sélénium, et leurs dianions respectifs (tellurure, sulfure, séléniure), associés à d'autres éléments proches du tableau périodique comme le gallium ou le germanium, sous une forme amorphe. Le verre de chalcogénure est opaque dans le spectre visible et paraît donc souvent noir ou d'aspect métallique à l'œil nu.
Découverts et étudiés à partir des années 1980, les verres de chalcogènes et de chalcogénures sont désormais utilisés dans un grand nombre d'applications pour leur capacité à transmettre dans l'infrarouge et à être dopable.

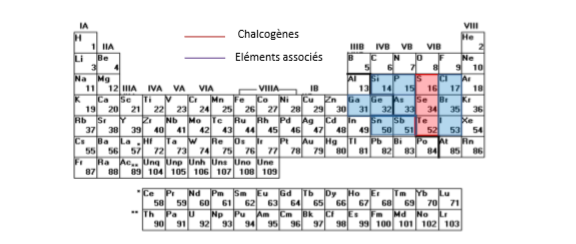
Tableau périodique présentant les chalcogènes (en rouge) et les principaux éléments (en bleu) qui peuvent leur être associés dans les compositions des verres de chalcogénures

## Composition

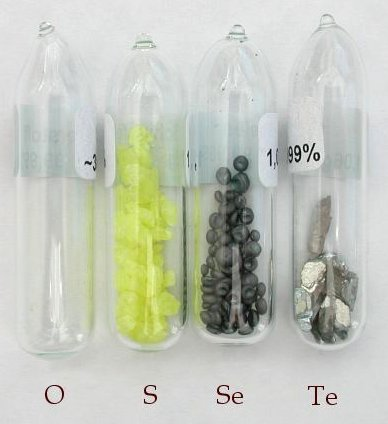
Quatre ampoules de verre contenant de l'oxygène, du soufre, du sélénium et du tellure purs.

| Famille                | Nom du verre | Composition       |
| ---------------------- | ------------ | ----------------- |
| Verres de sulfure      | GLS          | 70 Ga2S3—30 La2S3 |
| Verres de sulfure      | GNS          | 66 Ga2S3—34 Na2S  |
| Verres de sulfure      | GGSSb        | Ge20Ga5Sb10S65    |
| Verres de chalcogénure | 2SG          | Sb—Se—Ge—Ga       |
| Verres de chalcogénure | TeXAs        | Te2Se3IAs4        |

## Fabrication

### Bloc
La fabrication des verres de chalcogénure est délicate du fait d'un besoin de pureté très important dans le verre, mais similaire dans les grandes lignes à celui des verres optiques. De façon à n'avoir qu'un minimum d'impuretés à base d'oxygène ou d'hydrogène, il est indispensable d'employer des éléments de pureté 5N (c'est-à-dire de 99,999 %) et de distiller le soufre. Le mélange et l'utilisation des produits doit de plus s'effectuer sous vide (à 1 × 10−4 Torr) dans des ampoules de silice préalablement nettoyées par :
- un bain HCl+HNO3 ;
- un rinçage au HF et H2O ;
- un séchage au chalumeau.

Cette ampoule contenant les composants du verre de chalcogénure est ensuite placée dans un four basculant pour la fonte des matériaux. La chauffe est plus délicate que dans le cas des verres classiques ou encore des verres optiques car une surpression de soufre gazeux peut faire exploser l'ampoule. La pâte du verre est régulièrement homogénéisée par le basculement du four, tandis que la température s'élève jusqu'à 800 °C voire 1 000 °C. Le mélange est ensuite refroidi, trempé et recuit, de la même manière que pour les autres verres optiques.

### Fibre
Les verres de chalcogénure pouvant être dopés sont souvent utilisés pour réaliser des fibres optiques. Ces fibres nécessitent cependant une méthodologie particulière de réalisation afin de préserver le verre d'impuretés oxydes ou hydroxydes.

## Caractéristiques optiques

### Indice de réfraction
L'indice de réfraction des verres de chalcogénure est en général très élevé, ceci du fait de la polarisabilité très forte des ions Te2−, S2− et Se2−.

### Domaine de transparence
De 2 à 22 μm.

## Caractéristiques mécaniques
Les verres de chalcogénures ont des propriétés assez médiocres comparées à leurs homologues d'oxydes. La silice amorphe a par exemple un module de Young de 72 GPa, là où le sélénium amorphe dépasse péniblement les 10 GPa. En règle générale, le module de Young des verres de chalcogénures ne dépassent pas les 40 GPa, et ceci n'est pas dû qu'au fait que leurs températures de transition vitreuse soient relativement basses par rapport aux verres d'oxydes. Ceci est en fait essentiellement dû au fait que les énergies de liaison sont plus faibles pour les chalcogénures que pour les oxydes. Par exemple, les liaisons Ge-Se et Se-Se sont de 215 et 184 kJ/mol, là où la liaison Si-O dépasse 800 kJ/mol. De même, la ténacité de ces verres est très faible comparée aux verres d'oxyde. Dans le système Ge-Se, la ténacité est inférieure à 0.3 MPa.m1/2, alors que celle de la silice amorphe est de l'ordre de 0.8 MPa.m1/2.

## Applications
Lentilles de caméras de vision nocturne, radiomètre, transmission de puissance, senseur en spectroscopie infrarouge.
Les verres de chalcogénures ont également des nombreuses applications en tant que dispositifs à l'état solide. Ils sont par exemple largement utilisés dans les DVD optiques, et dans le développement de mémoires à changement de phase, également connus sous le nom de Ovonic Unified Memory (OUM), qui est un type de mémoire d'ordinateur non-volatile à haute performance. Ils ont de nombreuses applications en optoélectronique comme guides d'ondes et fibres optiques, dans la fabrication de cellules solaires peu coûteuses. Les verres de chalcogénures montrent également une susceptibilité non linéaire non résonante de troisième ordre parmi les plus grandes parmi les verres inorganiques. Les matériaux optiques non-linéaires de troisième ordre sont largement étudiés pour des applications en télécommunications. Enfin, la durabilité chimique et la stabilité dans les milieux agressifs de ces verres permet un certain nombre d'applications de pointe dans le domaine de la surveillance de l'environnement et de contrôle des processus industriels exigeant des mesures sur site et en continu, notamment lorsqu’ils sont dopés en métaux.[réf. nécessaire]

## Dopage des verres
Une partie des verres de chalcogénures peuvent être dopés par des ions de terres rares. Cette famille est très utilisée de ce fait en optique active.